# Lespezi (gmina)
Lespezi – gmina w Rumunii, w okręgu Jassy. Obejmuje miejscowości Buda, Burscuc-Deal, Bursuc-Vale, Dumbrava, Heci i Lespezi. W 2011 roku liczyła 5250 mieszkańców.